# Chaetodon striatus
Chaetodon striatus là một loài cá biển thuộc chi Cá bướm (phân chi Chaetodon) trong họ Cá bướm. Loài này được mô tả lần đầu tiên vào năm 1758.

## Từ nguyên
Tính từ định danh striatus trong tiếng Latinh mang nghĩa là "có sọc", hàm ý đề cập đến các dải đen trên cơ thể của loài cá này.

## Phạm vi phân bố và môi trường sống
Từ bang Florida (Hoa Kỳ) dọc theo bờ vịnh México, C. striatus được phân bố trải dài đến bang bang Rio de Janeiro (Brasil), băng qua khu vực biển Caribe và đến cả Bermuda ở phía đông, có thể theo hải lưu trôi tới tận bang Massachusetts (Hoa Kỳ). C. striatus còn được tìm thấy ở cả quần đảo São Pedro và São Paulo (Brasil) giữa Trung Đại Tây Dương.
C. striatus sinh sống tập trung trên các rạn viền bờ, cá con thường sống ở khu vực thảm cỏ biển (như Thalassia), độ sâu được tìm thấy trong khoảng 2–55 m.

## Mô tả
C. striatus có chiều dài cơ thể lớn nhất được ghi nhận là 16 cm. Loài này có màu trắng hoặc vàng nhạt với hai dải sọc đen nổi bật ở hai bên thân, ngoài ra còn nhiều sọc xám mờ hơn ở trên thân. Đầu cũng có một dải đen băng dọc qua mắt. Vây lưng, vây hậu môn và vây đuôi có một dải nâu sẫm ở giữa các vây; vây lưng và vây hậu môn có thêm một vệt nâu mờ, ngăn cách với dải nâu sẫm kia bởi một vệt trắng; rìa vây lưng và vây hậu môn có dải viền trắng. Một vệt đen nhỏ trên cuống đuôi. Vây ngực trong suốt. Vây bụng có màu nâu sẫm, gai trắng. Gốc vây đuôi có các vệt nâu. Cá con còn có thêm một đốm đen lớn trên vây lưng.
Số gai ở vây lưng: 12; Số tia vây ở vây lưng: 19–20; Số gai ở vây hậu môn: 3; Số tia vây ở vây hậu môn: 16–17; Số tia vây ở vây ngực: 14–15; Số gai ở vây bụng: 1; Số tia vây ở vây bụng: 5; Số vảy đường bên: 37–42.

## Sinh thái học

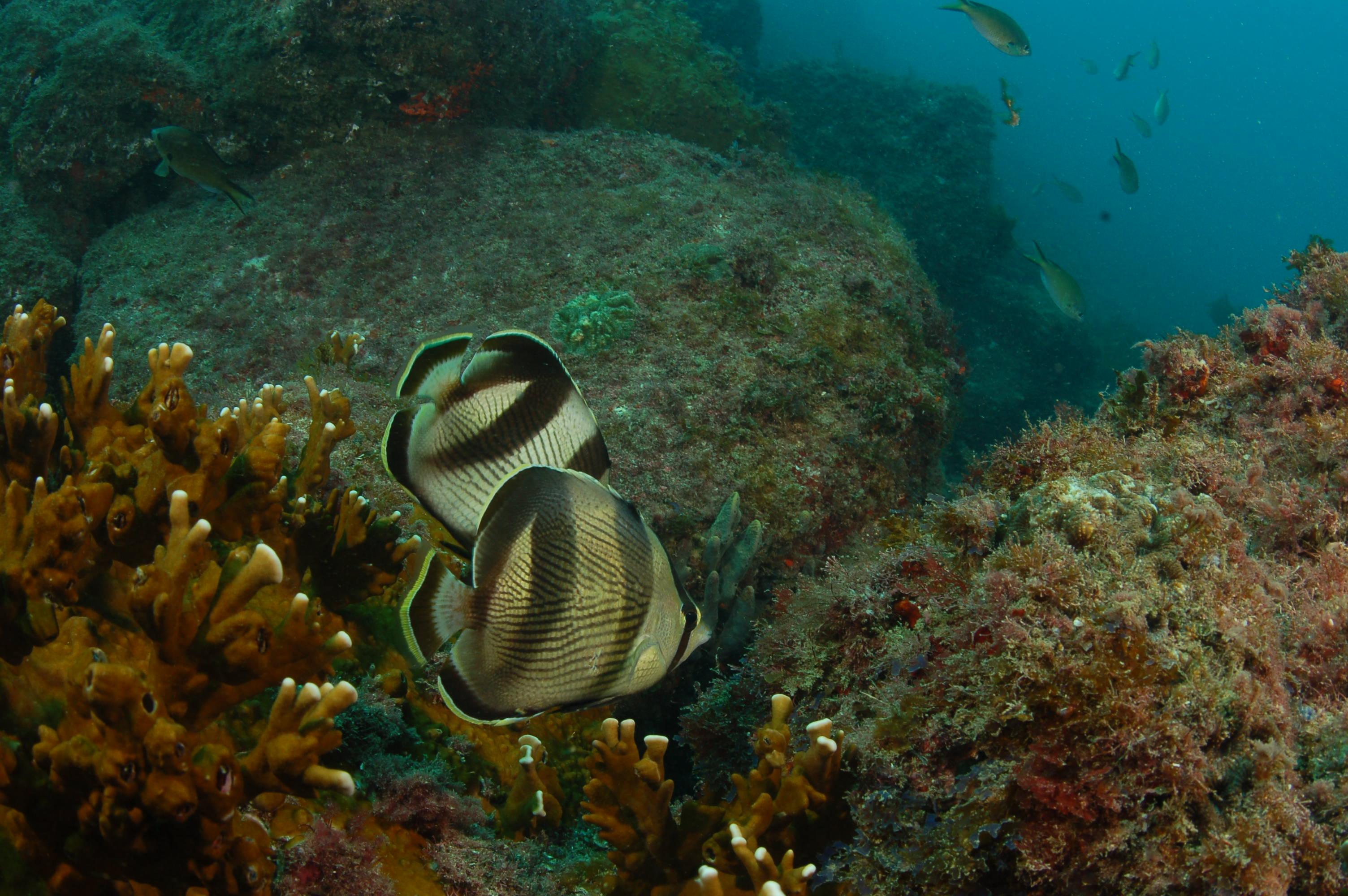
Một đôi C. striatus

Thức ăn của C. striatus chủ yếu là các loài thủy sinh không xương sống, bao gồm giun nhiều tơ, động vật giáp xác, trứng của các loài nhuyễn thể và polyp san hô.
C. striatus thường sống đơn độc hoặc kết đôi với nhau, nhưng cũng có thể hợp thành đàn lên đến 20 cá thể. Cá trưởng thành của C. striatus còn có hành vi làm vệ sinh (ăn ký sinh) trên cơ thể các loài khác như cá sạo, cá mó và cá đuôi gai (đã được quan sát tại quần đảo Abrolhos, ngoài khơi phía nam bang Bahia, Brasil). Không những thế, C. striatus trưởng thành còn làm vệ sinh cho cả đồi mồi dứa, một điều đã được quan sát ở Salvador, Bahia (Brasil).

## Thương mại
C. striatus là một loài khá phổ biến trong ngành kinh doanh cá cảnh. Theo thống kê, khoảng 3.096 cá thể C. striatus đã được giao thương ở Brasil trong khoảng năm 1995–2000.